# Minolta SRT 101
Le Minolta SRT 101 est un appareil photographique à visée reflex utilisant de la pellicule 35 mm, à mise au point manuelle et à obturateur plan focal à rideaux, fabriqué entre 1966 et 1975 avec différentes versions.
Le Minolta SRT 101 est une évolution du Minolta SR-2 (en) équipé d'une mesure TTL mesurant à pleine ouverture. Par rapport au SR-2, le miroir remonte automatiquement après le déclenchement. Ce boîtier a rencontré un grand succès commercial et, avec Le Pentax Spotmatic (en), le Nikon Nikkormat et le Canon FTb, il a ouvert le marché européen aux reflex japonais.
La monture d'objectif est nouvelle et prend le nom de MC pour Meter Coupled. La mesure d'exposition à travers l'objectif reçoit la correction CLC, qui grâce à deux cellules CdS pondère la mesure entre le bas de l'image (plutôt sombre) et le haut (plutôt clair).
Autres versions :

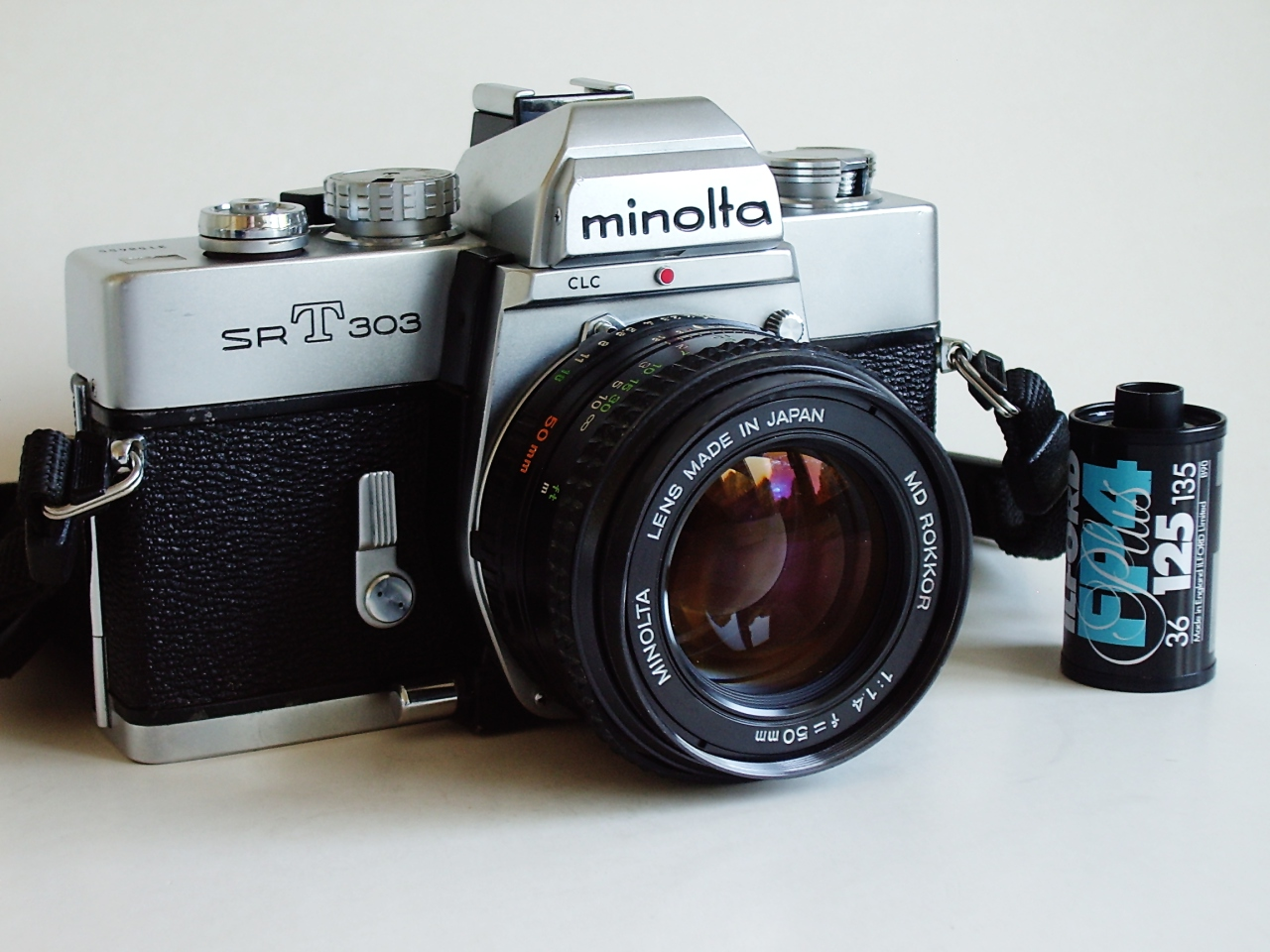
SRT 303.

- La version améliorée SRT 303 commercialisée en 1973 dispose en plus de l'affichage de la valeur du diaphragme dans le viseur, d'un dispositif de surimpression des vues et du contact de synchronisation sur la griffe flash.
- La version simplifiée SRT 100 n'offre plus l'affichage des vitesses d'obturation dans le viseur et plus de retardateur.

Le boîtier est disponible en deux couleurs : chrome et noir.
Toutes versions confondues, Minolta avait vendu plus de trois millions de SRT dès 1978. Et le boîtier SRT 100x était toujours disponible à la vente en France en 1983. Le nombre total de SRT 101 et dérivés est de 4 700 000 exemplaires.

## Caractéristiques techniques principales
- Viseur lumineux avec des microprismes en zone centrale.
- Mesure TTL couplée à pleine ouverture avec une correction du contraste CLC (contrast light compensation).
- Prévisualisation de la profondeur de champ.
- Affichage de la vitesse dans le viseur.
- Retardateur.
- Obturateur à rideaux textiles horizontal, de vitesse maximale 1/1000 s et synchronisé au 1/60 s.
- Boîtier entièrement mécanique à réglage d'exposition croisé par aiguilles suiveuses dans le viseur, la pile n'alimente que la cellule.

## Utilisateurs connus
- Annie Leibovitz
- William Eugene Smith
- David Hamilton
- Lucien Clergue